# Európai Gazdasági és Monetáris Unió
Az Európai Gazdasági és Monetáris Unió vagy egyszerűbben Gazdasági és Monetáris Unió (magyar rövidítése EGMU vagy GMU, angol rövidítése EEMU vagy EMU) az Európai Unió tagállamainak a monetáris együttműködés elmélyítésére irányuló tevékenységeinek összessége, és mint ilyen, önálló szervezettel nem rendelkezik. Az EU minden tagállama egyben tagja a EGMU-nak is. Fő intézményének az Európai Központi Bank tekinthető.

## Története
A Bretton Woods-i rendszer felbomlása (1971) után az Európai Közösség tagállamai egyre inkább szükségesnek érezték, hogy valutáik árfolyamának egymáshoz viszonyított mozgása kiszámítható legyen. Ennek érdekében vezették be előbb a valutakígyót, majd az Európai monetáris rendszert és az Európai valutaegységet (ECU); ezek azonban csak részsikereket hoztak. Végül 1988-ban az Európai Unió Tanácsa felkért egy bizottságot, hogy tervezze meg a gazdasági és monetáris unió létrehozásának folyamatát. A bizottság elnökéről, Jacques Delors-ról (aki ekkor az Európai Bizottságnak is elnöke volt) elnevezett híres jelentésében – Delors-jelentés – három szakaszban javasolta a GMU megvalósítását.

### Első szakasz: 1990. július 1. – 1993. december 31.
A Gazdasági és Monetáris Unió első szakaszában eltörölték a tagállamok közti tőkeáramlás minden korlátját. Emellett egyre jelentősebbé vált az EU-országok közti konzultáció gazdaságpolitikai és monetáris politikai kérdésekben; ennek helyszíne főleg a központi bankok elnökeiből álló Elnöki Bizottság volt, amelynek a hatásköreit lényegesen kibővítették. Az 1992-es maastrichti szerződés célként jelöli meg a Gazdasági és Monetáris Unió létrehozását és konvergenciakritériumokat állapít meg az inflációra, az állami költségvetésre, a kamatlábakra és a valutaárfolyam stabilitására vonatkozóan.

### Második szakasz: 1994. január 1. – 1998. december 31.
A második szakasz kezdetekor jött létre – az Elnöki Bizottság megszüntetésével – az Európai Monetáris Intézet. Az EMI két fő feladata az euró bevezetésének és az egységes közösségi monetáris politikának az előkészítése, valamint az EU-országok monetáris politikájának koordinálása volt. Bizonyos hatáskörök azonban ekkor még a tagállami jegybankoknál maradtak.
- 1995. december 16-án a tagállamok elhatározták, hogy a közös valuta neve euró lesz, egyben rögzítették az új pénznem bevezetésének időrendjét.
- 1997. június 16-án és június 17-én elfogadták a Stabilitási és növekedési paktumot, amelynek fő célja a GMU megteremtésének további lépéseihez szükséges költségvetési fegyelem biztosítása volt, valamint bevezették azt az új árfolyam-mechanizmust (ERM-2), ami az euró bevezetésének "előszobája".
- 1998. május 2-án az EU Tanácsa kiválasztotta azt a 11 tagállamot, amelyek teljesítették a maastrichti szerződésben rögzített konvergenciakritériumokat, így készek a harmadik szakaszba való átlépésre. A többi uniós országban (Dánia, Görögország, Egyesült Királyság és Svédország) ennek megfelelően az eurót sem lehetett bevezetni.
- 1998. június 1-jén létrejött az Európai Központi Bank (EKB), az Európai Monetáris Intézet utódjaként.

### Harmadik szakasz: 1999. január 1-től
- 1999. január 1-jén rögzítették a harmadik szakaszba lépő 11 tagállam nemzeti valutájának az euróhoz viszonyított árfolyamát. Megszületett az új fizetőeszköz – igaz, ekkor még csak bankszámlapénz formájában. Az eurózóna monetáris politikájának alakítása az EKB kezébe került.
- 2001. január 1-jén – az EU Tanácsának 2000. június 19-i határozata alapján – Görögország is beléphetett a harmadik szakaszba, így az eurózóna 12 tagúra bővült.
- 2002. január 1-jén, az euróbankjegyek és -érmék kibocsátásával az Európai Gazdasági és Monetáris Unió – legalábbis 12 országban – valódi monetáris unióvá vált.

2002. július 1-jén a 11 tagállamában kizárólagos fizetőeszközzé vált az euró.
- 2007. január 1-jén Szlovénia csatlakozott 13. tagállamként az eurozónához az EU 2006. július 11-i döntése alapján.
- 2008. január 1-jén Málta és Ciprus is bevezeti az eurót.
- 2009. január 1-jén Szlovákia is bevezette az eurót 16. tagállamként.
- 2011. január 1-jén Észtország a 17. tagországként bevezeti az eurót.
- 2014. január 1-jén Lettország a 18. tagországként bevezeti az eurót.
- 2015. január 1-jén Litvánia a 19. tagországként bevezeti az eurót.
- 2023. január 1-jén Horvátország a 20. tagországként bevezeti az eurót.

Magyarország, valamint Csehország, Lengyelország, Románia, Svédország még nem teljesítette az ERM-2 kritériumait (illetve Svédország nem is szándékozik belépni).

## Értékelése
Az Európai Gazdasági és Monetáris Unió – és általában minden monetáris unió – legnagyobb előnye, hogy megszünteti a különböző valuták árfolyamainak ingadozásából eredő kockázatot, ami lényegesen olcsóbbá teszi az unión belüli kereskedelmet. Hátránya viszont, hogy a különböző gazdasági fejlettségű tagállamokra egyetlen valutát és egységes monetáris politikát kényszerít rá.